# Мингрельская
Мингре́льская — станица в Абинском районе Краснодарского края.
Административный центр Мингрельского сельского поселения. Расположено вблизи автотрассы Краснодар — Славянск-на-Кубани.

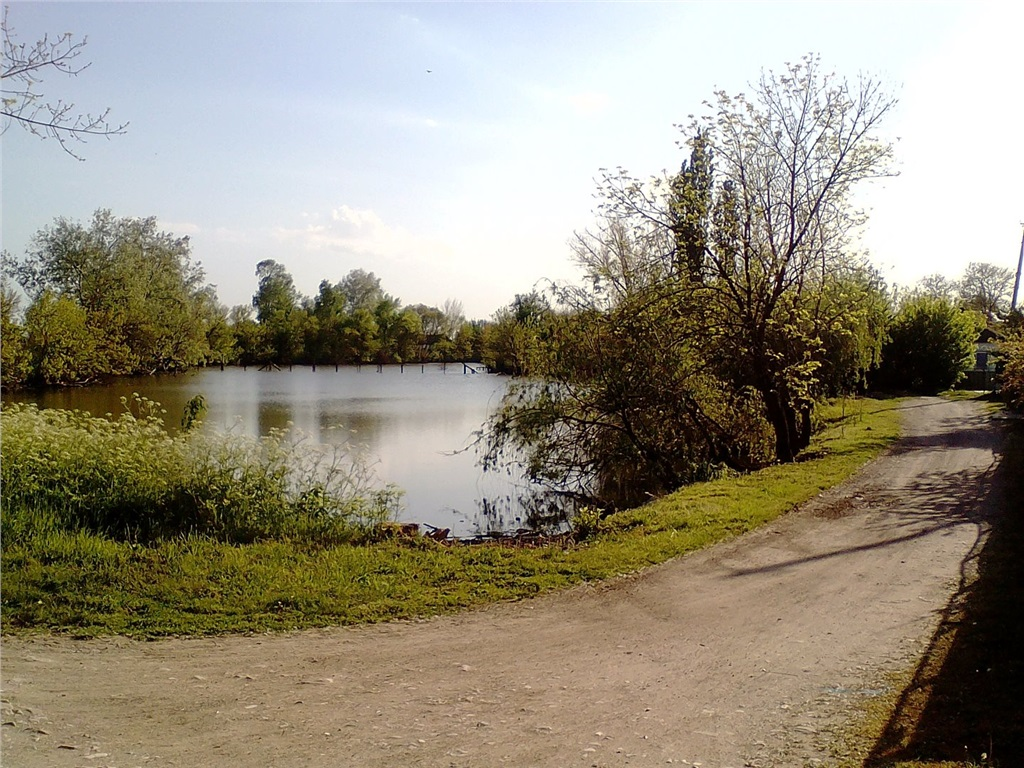
Река Сухой Аушедз

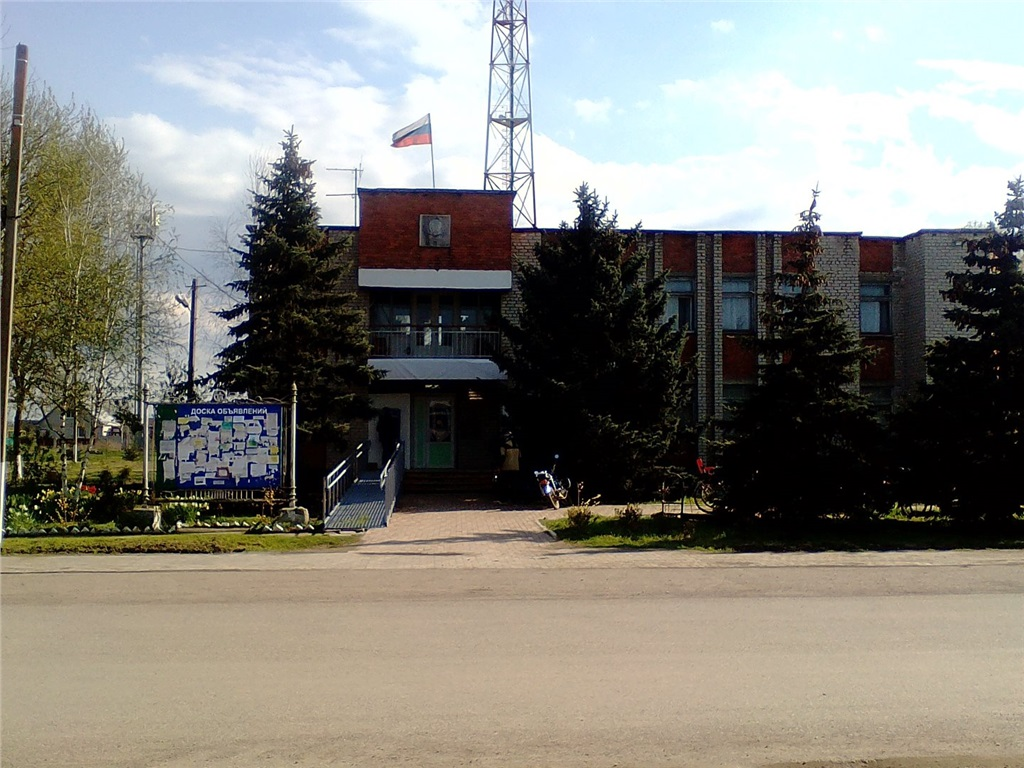
Администрация станицы Мингрельская

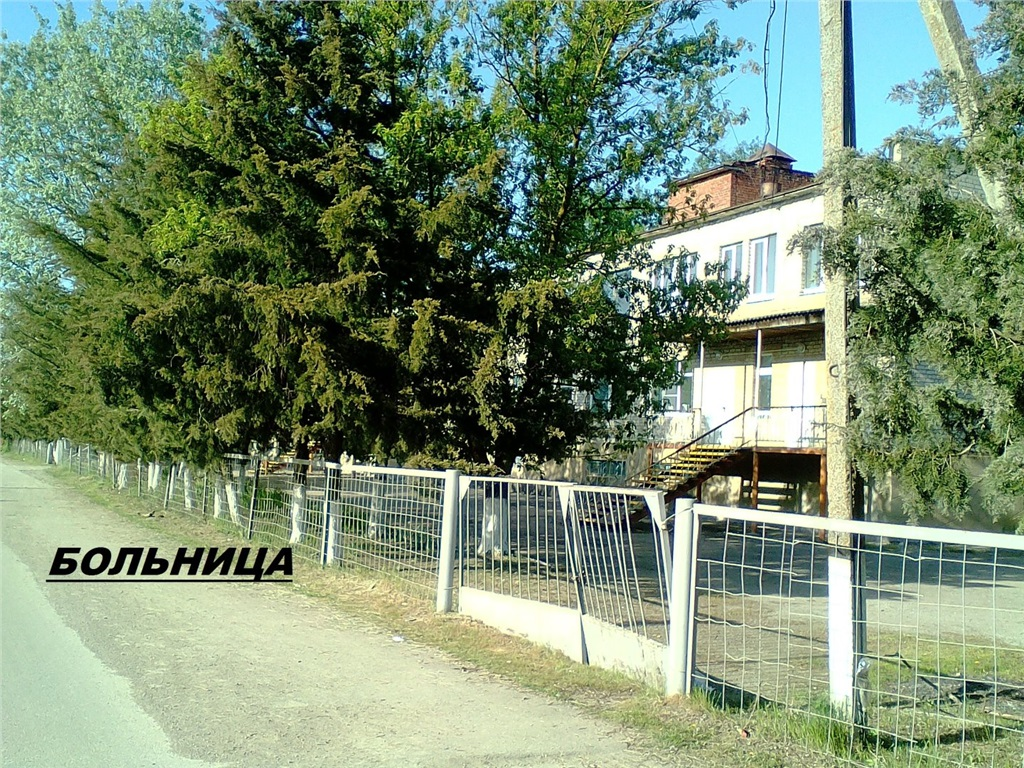
Больница станицы Мингрельская

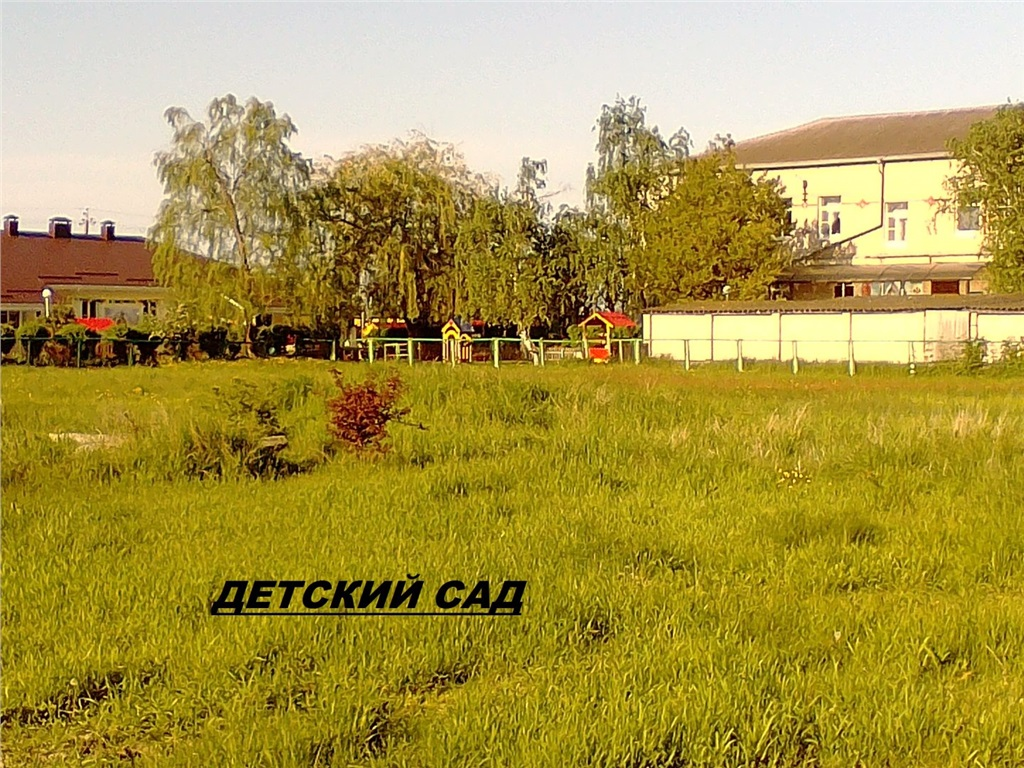
Детский сад

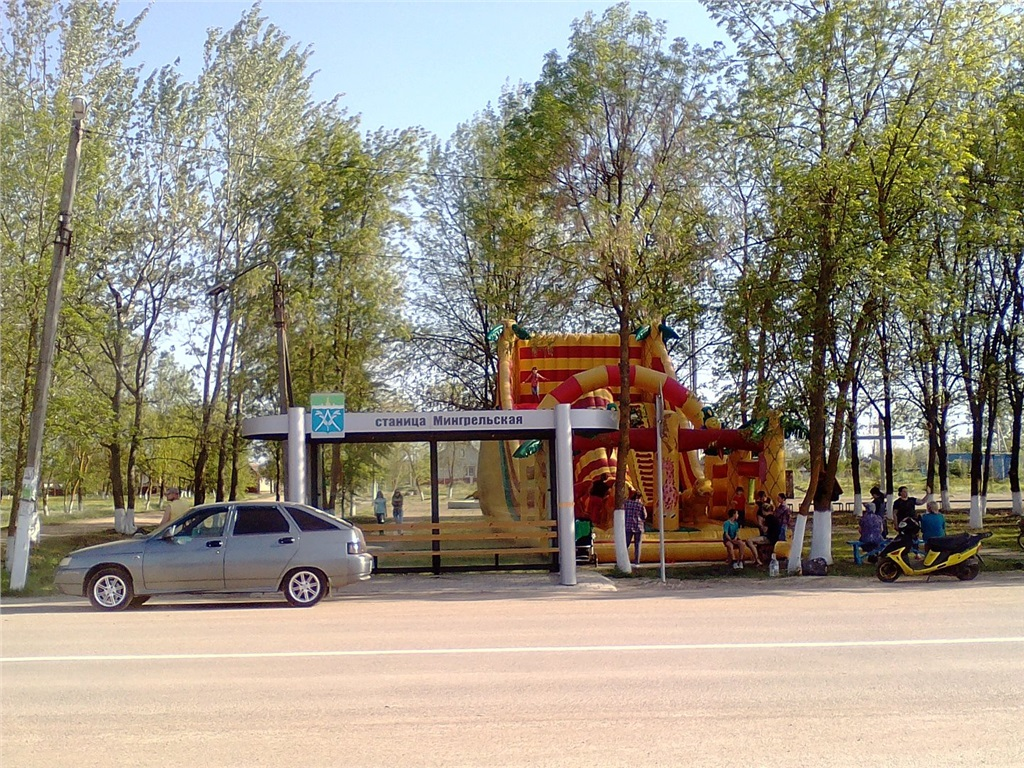
Остановка

## География
Расположен в южной части Приазово-Кубанской равнины.

Станица расположена на берегу протоки Кубани Аушедз, в 15 км южнее основного русла, от которого отделена рисовыми чеками.
Город Абинск расположен в 22 км юго-западнее станицы, в 18 км южнее — станица Холмская. 69 км до города Краснодар, до Чёрного моря 106 км, до Азовского моря 130 км по асфальтированным автодорогам.

## История
Станица основана в 1863 году в верховьях реки Абин. Названа в честь Мингрельского Гренадерского полка Его Императорского Высочества Великого князя Дмитрия Константиновича.
Расположение в узких горных ущельях оказалось неудачным: не хватало плодородной земли, летом пересыхали ручьи и родники, возникали сложности с доставкой провианта. В 1865 году станица Мингрельская в полном составе переселилась на указанное высшим начальством новое место — на реку Аушедз. Таким образом, в 1865 году станица была упразднена и в том же году восстановлена на новом месте.
В 1888 г. велось строительство участка Владикавказской железной дороги от Екатеринодара до Новороссийска, дорога должна была проходить через Мингрельскую, но казаки на сходе решили отклонить это предложение, и дорога пошла через станицы Линейную и Абинскую.

## Население
| 1939 | 1959  | 1979  | 2002  | 2010  | 2021  |
| ---- | ----- | ----- | ----- | ----- | ----- |
| 9135 | ↘6396 | ↘5540 | ↘5452 | ↘5112 | ↗5397 |

Национальный состав
Большинство населения — русские (95,2 %), проживают также армяне, украинцы и др.

## Образование
- СОШ № 6 ст. Мингрельской
- МБДОУ детский сад № 24

## Известные люди
- Ковалёв Константин Федотович —  участник Великой Отечественной войны, заместитель командира эскадрильи 13-го истребительного авиационного полка (9-я штурмовая авиационная дивизия, ВВС Краснознамённого Балтийского флота), капитан. Герой Советского Союза.
- Ворожбиев Михаил Прокофьевич - участник Великой Отечественной войны, военный лётчик-штурмовик. Продолжал воевать после потери одного глаза.

## Уличная сеть
```
Всего 68 улиц:
[
10
]
```

| Улица 8 Марта Базарная улица Береговая улица Восточная улица Улица Гагарина Улица Герцена Улица Гоголя Улица Горького Улица Демьяна Бедного Улица Дзержинского Днепровская улица Улица Добролюбова Запорожская улица Заречная улица Ильская улица Казачья улица Киевская улица | Улица Кирова Колхозная улица Улица Комарова Комсомольская улица Улица Котляровского Красная улица Красноармейская улица Краснодарская улица Улица Крылова Улица Ленина Улица Лермонтова Линейная улица Улица Литвинова Улица Ломоносова Улица Луначарского Улица Маяковского Мельничная улица | Улица Мира Молодёжная улица Московская улица Набережная улица Улица Некрасова Улица Нестерова Октябрьская улица Первомайская улица Подорожная улица Полтавская улица Улица Пушкина Ростовская улица Садовая улица Улица Свободы Славянская улица Улица Смирнова Советская улица | Степная улица Улица Толмачева Улица Толстого Улица Тургенева Украинская улица Фёдоровская улица Улица Халтурина Улица Харькова Холмская улица Улица Чапаева Улица Чичерина Улица Чкалова Улица Шевченко Улица Щорса Улица Энгельса Южная улица Ярмарочная улица |